# Blitopertha lineolata
Blitopertha lineolata är en skalbaggsart som beskrevs av Fischer 1823. Blitopertha lineolata ingår i släktet Blitopertha och familjen Rutelidae. Utöver nominatformen finns också underarten B. l. vanensis.